# Albert Champion
Albert Champion (París, 5 de abril de 1878 - París, 26 de octubre de 1927) fue un ciclista francés del siglo XIX y XX. 
Durante su carrera deportiva consiguió la París-Roubaix de 1899.

## Palmarés
1899
- París-Roubaix